# Tephrosia benthamii
Tephrosia benthamii är en ärtväxtart som beskrevs av Leslie Pedley. Tephrosia benthamii ingår i släktet Tephrosia och familjen ärtväxter. Inga underarter finns listade i Catalogue of Life.